# فاليري مارتن
فاليري مارتن (بالإنجليزية: Valerie Martin)‏‏ (14 مارس 1948 في سيداليا - ) روائية، وكاتِبة من الولايات المتحدة.

## الجوائز
- زمالة غوغنهايم
- جائزة جانيت هايدنجر كافكا [الإنجليزية]‏

## روابط خارجية
- فاليري مارتن على موقع IMDb (الإنجليزية)
- فاليري مارتن على موقع ميوزك برينز (الإنجليزية)